# Bronisław J. Gubała
Bronisław Jan Gubała (ur. 14 września?/27 września 1909 w Juzówce (obecnie Donieck), zm. 26 maja 1981 w Kalifornii) – polski kapitan żeglugi wielkiej, publicysta i pisarz.

## Życie
Dzieciństwo spędził na Ukrainie. W 1919 r. wraz z rodziną wrócił do Polski i zamieszkał w Sosnowcu. Następnie, po ukończeniu Państwowej Szkoły Morskiej w Tczewie (1930 r.), pracował na statkach bandery francuskiej (La Compagnie de Navigation des Chargeurs Réunis, 1930–31) oraz polskiej (Gdynia–Ameryka Linie Żeglugowe, Polskarob, do 1938 r.). W 1937 r. uzyskał dyplom kapitana żeglugi małej.
W latach 1938–39 pracował na stanowisku wychowawcy w Państwowej Szkole Morskiej w Gdyni. Po wybuchu wojny prowadził „na własną rękę wojnę z niemiecką piątą kolumną, działającą na tyłach frontu”. Po kapitulacji Gdyni próbował wydostać się z okupowanego kraju organizując ucieczkę jachtem z gdyńskiego portu. Ucieczka zakończyła się niepowodzeniem.
Następnie przez Słowację, Węgry i Jugosławię przedostał się do Francji, gdzie wstąpił do Polskich Sił Zbrojnych. Jako żołnierz 4 Warszawskiego pułku strzelców pieszych (2 Dywizja Strzelców Pieszych) w stopniu starszego strzelca walczył w wojnie obronnej Francji (1940 r.). Za „dzielną postawę żołnierską, odwagę osobistą i godne przykładu zachowanie się w czasie walk został uhonorowany Krzyżem Walecznych; natomiast „za odwagę, zimną krew i gotowość do poświęceń w boju” dowódca 45 Korpusu gen. Marius Daille nadał mu Croix de Guerre z gwiazdką brązową. Odznaczenia te zostały przyznane za bohaterską akcję bojową na terenie cmentarza w Trevillers, którą Bronisław Gubała opisywał w następujący sposób:

„Ogień przesuwał się coraz bliżej. Na dachach wioski usiadły pierwsze ogniste kury i kłębami dymu ukazały niebiosom dzieło zniszczenia. A jednocześnie ciszę cmentarza w Trevillers przerywał bliski terkot niemieckich karabinów maszynowych. Lecz nic w duszy, prócz gniewu, nie wrzało. Wystarczyło skinienie dowódcy plutonu. Zaciętość, niebaczna na niechybną śmierć, co czyhała na tych, którzy się ośmielą uczynić jeden krok w stronę cmentarza, przez ogień własnej i niemieckiej artylerii i karabinów maszynowych. Ta zaciętość poderwała trzech śmiałków. Poszli naprzód! A rozkaz wycofania się z ust do ust podawany szedł już po linii kompanii. Ale oni jeszcze zdążą. Dwa RKM i jeden karabin to przecież coś znaczy! Już dopadli ostatnich drzew. 
  O 10 kroków mur cmentarza, o 50 – 60 metrów nieprzyjacielskie gniazda ognia. Widać ich przerywany ogień, terkot uderza wprost w uszy. Siedzą spokojnie, nie spodziewają się niczego. A ci trzej rozpoczęli też swój „różaniec”. Po płytach grobowych gwizdały rykoszety, kule darły przeciwległy mur, zatapiały się w gąszczu drzew. Nieprzyjaciel umilkł. Raptowna cisza zapanowała przez sekundę, a potem lecieć poczęły z boku, nad głowami naszej trójki, napęczniałe śmiercią dojrzałe owoce moździerzy. Nasze CKM wstrzelały się już w ten sektor i utworzyły ogień zaporowy. Jeszcze ostatnie strzały – aż lufa parzy! Wróg milczy. Garłacz centkuje las, coraz skracając odległość. Ręka napróżno szuka granatów – nie ma! Najwyższy czas do wycofania!... I wrócili cało"

Internowany w obozie w Szwajcarii, skąd uciekł przez Francję, Hiszpanię (w której przebywał w obozie koncentracyjnym Miranda de Ebro) i Portugalię do Wielkiej Brytanii.
W 1947 r. wrócił do Polski i podjął pracę w Państwowej Szkole Morskiej w Szczecinie.
W 1952 r. został aresztowany pod zarzutem współpracy z organizacją Wolność i Niezawisłość, a w 1953 r. – skazany wyrokiem Wojskowego Sądu Rejonowego w Warszawie na karę śmierci, z utratą praw publicznych i obywatelskich praw honorowych na zawsze oraz na przepadek na rzecz Skarbu Państwa całości mienia. Wyrok ten został zmieniony postanowieniem Najwyższego Sądu Wojskowego poprzez złagodzenie kar jednostkowych do 15 lat więzienia, z utratą praw na okres 5 lat i przepadek mienia na rzecz Skarbu Państwa. Z powodów zdrowotnych zwolniony z więzienia.
Po odzyskaniu wolności pracował w Urzędzie Morskim w Gdyni, a później na żaglowcu Dar Pomorza jako kierownik praktyk i wykładowca.
W 1960 r. uzyskał dyplom kapitana żeglugi wielkiej (przyznany z datą od 1944 r.).
W latach 60. zatrudniony w Polskich Liniach Oceanicznych jako kapitan.
W 1966 r. wyjechał wraz z rodziną do Stanów Zjednoczonych, gdzie pracował w bankowości.
Prochy Bronisława Gubały zostały sprowadzone do Polski i spoczęły w dniu 24 lipca 1981 r. na Cmentarzu Powązkowskim w Warszawie.
W 2000 r. postanowieniem Sądu Okręgowego w Warszawie uznano za nieważny wyrok Wojskowego Sądu Rejonowego (wraz ze zmieniającym go postanowieniem Najwyższego Sądu Wojskowego). W uzasadnieniu Sąd Okręgowy stwierdził m.in., że „wyrok skazujący p. Bronisława Gubałę, pomimo wielokrotnego łagodzenia orzeczonych wobec jego osoby kar, był aktem represji władzy ludowej, za jego działalność polityczną, związaną z walką o autentyczną niepodległość i suwerenność Państwa Polskiego”.
Pierwsza żona Bronisława Gubały, Helena Gubała (z d. Dymarska), nauczycielka i harcerka, członkini Organizacji Orła Białego i łączniczka Komendy Obwodu ZWZ-AK Sosnowiec, została najprawdopodobniej w październiku 1942 r. zamordowana w więzieniu w Mysłowicach za działalność konspiracyjną. 
Był bratem kpt.ż.w. Edwarda Gubały.

## Twórczość
Bronisław Gubała już przed II wojną światową był autorem tekstów publicystycznych. Po wojnie pisał opowiadania, publikowane pod pseudonimem w Tygodniku Morskim Ster: „S.P.Iks”, „Ślad na wodzie”, „Morskie tygrysy”, „Agatowy kubek”, „Raj na ziemi”, „Przekleństwo Sigha”, „Pirat”, „W piątek 13-go”, „Galeria Mikołaja”.
Był także autorem słów do "Marszu odkotwiczenia".
Ponadto był autorem słuchowisk dla Teatru Polskiego Radia: „Testament z egzaminem” (1957), „Śmiejąca się płyta” (1957), „Człowiek za burtą” (1958), „Kamień śmierci” (1958), „Tajemnica Ubogiego Diabła” (1958), „Plaża na dwudziestej mili” (1965), „Ślubne obrączki” (1968).
W 2006 r. nakładem Oficyny Wydawniczej Miniatura ukazały się wspomnienia Bronisława Gubały pt. „Za falochronem kończą się marzenia”.